# Whitey Herzog
Whitey Herzog (New Athens, Illinois; 9 de noviembre de 1931 – St. Louis, Missouri; 15 de abril de 2024) fue un beisbolista, dirigente y mánager de béisbol estadounidense que jugó ocho temporadas con cuatro equipos en la posición de outfielder y dirigió cuatro equipos en 18 temporadas en la MLB,  ganó dos anillos de Serie Mundial, mánager del año y miembro del Salón de la Fama del Béisbol.
Como buscador y director del sistema de sucursales, ayudó a los New York Mets a ganar las Serie Mundial de 1969 derrotando a los Baltimore Orioles. Como mánager en las Ligas Mayores, llevó a Kansas City Royals a tres apariciones consecutivas en juegos de play-off de 1976 a 1978. Contratado por Gussie Busch en 1980 con St. Louis Cardinals, el equipo hizo tres apariciones en la Serie Mundial, ganando la Serie Mundial de 1982 frente a Milwaukee Brewers y perdiendo en 1985 y en 1987. Fue conocido como La rata blanca (White rat).

## Carrera

### Jugador
Herzog bateaba y lanzaba con la izquierda. Originalmente firmó con los New York Yankees por el scout Lou Maguolo. cuando jugaba para los McAlester Rockets en la Sooner State League en 1949 y 1950, un narrador apodó a Herzog como "Whitey" por el largo cabello rubio y por parecerse al lanzador de los Yankees Bob "The White Rat" Kuzava, (el apodo era también el del eventual miembro del Salón de la Fama Whitey Ford). En 1953 durante la Guerra de Corea Herzog fue parte del U.S. Army Corps of Engineers, y durante su servicio militar estuvo en Fort Leonard Wood en Misuri y dirigía al equipo de béisbol.
Cuando seguía siendo miembro de ligas menores, los Yankees cambiaron a Herzog a los Washington Senators el 2 de abril de 1956 junto a Lou Berberet, Bob Wiesler, Dick Tettelbach y Herb Plews por Mickey McDermott. Haría su debut en la MLB con los Senators en 1956 hasta el 15 de mayo de 1958 cuando fue vendido a los Kansas City Athletics. Antes de la temporada de 1961, los Athletics cambiaron a Herzog junto a Russ Snyder a los Baltimore Orioles por Wayne Causey, Jim Archer, Bob Boyd, Clint Courtney y Al Pilarcik. Al finalizar la temporada de 1962 los Orioles cambiaron a Herzog junto a Gus Triandos a los Detroit Tigers por Dick Brown. Herzog se retiraría luego de jugar con los Tigers en la temporada de 1963. Jugó en 634 partidos en ocho temporada, su promedio de bateo fue de .257 con 25 cuadrangulares, 172 carreras impulsadas, 213 carreras anotadas, 60 dobles, 20 triples y 13 bases robadas. Luego de retirarse como jugador dijo "El béisbol ha sido bueno conmigo desde que dejé de jugarlo."

### Mánager
Luego de desarrollar jugadores para los New York Mets de 1966 a 1972 donde ganó la Serie Mundial de 1969, Herzog dejaría a los Mets para aceptar su primer cargo com mánager en la MLB. El 2 de noviembre de 1972 firmó un contrato de dos temporadas con los Texas Rangers, el único equipo que en la temporada de 1972 en la MLB perdió 100 partidos. Fue contratado por las recomendaciones de Joe Burke al dueño Bob Short, debido a su capacidad para desarrollar prospectos. Abandonó totalmente el sistema de grupos impuesto por su antecesor Ted Williams.
En su primer partido perdió 1-3 ante los Chicago White Sox en Arlington Stadium el 7 de abril de 1973. su primera victoria fue un 4–0 ante los Kansas City Royals el 12 de abril en el Royals Stadium.
No tuvo el chance de terminar la temporada de 1973. cuando el equipo iba con récord de 47–91, fue despedido el 7 de septiembre, tres días después de la derrota 0-14 en el Comiskey Park. El entrenador Del Wilber lo reemplazó un partido, luego llegó Billy Martin, quien fue despedido de los Detroit Tigers el 30 de agosto.
Herzog pasó a ser el entrenador de tercera base de los California Angels en 1974. Sería nombrado mánager interino el 27 de junio de 1974 el mismo día que su predecesor Bobby Winkles fue despedido, y luego fue sustituido por Dick Williams. Dirigió en la victoria por 5–0 ante los Rangers en Anaheim Stadium.
Posteriormente Herzog reemplazó a Jack McKeon como mánager de los Kansas City Royals el 24 de julio de 1975 y se mantuvo en el cargo hasta 1979. En esa temporada de 1975 el equipo terminó en segundo lugar en la American League West quedando detrás del eventual campeón Oakland Athletics por 11 juegos. Después los Royals ganaron la división oeste de la American League tres veces seguidas de 1976 a 1978.
Herzog pasaría a dirigir a los St. Louis Cardinals de 1980 a 1990. Ganó la Serie Mundial de 1982 y tres títulos de la National League, además de llegar a las Series Mundiales de 1985 y 1987. También ganó el premio al mánager del año en 1983.
Su última temporada como mánager fue en 1990; renunció el 6 de julio cuando el equipo iba con récord de 33–47 y en último lugar de la NL East. En su tiempo con los Cardinals ganó 822 y perdió 728.

#### Estadísticas
En total Herzog ganó seis títulos divisionales, tres títulos de liga, y una Serie Mundial, teniendo como un récord de por vida de 1,281–1,125 (.532).
| Equipo              | Inicio | Fin   | Temporada regular | Temporada regular | Temporada regular | Temporada regular | Playoff | Playoff | Playoff | Playoff |
| Equipo              | Inicio | Fin   | P                 | V                 | D                 | P                 | V       | D       |         |         |
| ------------------- | ------ | ----- | ----------------- | ----------------- | ----------------- | ----------------- | ------- | ------- | ------- | ------- |
| Texas Rangers       | 1973   | 1973  | 138               | 47                | 91                | —                 | —       | —       | —       |         |
| California Angels   | 1974   | 1974  | 4                 | 2                 | 2                 | —                 | —       | —       | —       |         |
| Kansas City Royals  | 1975   | 1979  | 714               | 410               | 304               | 14                | 5       | 9       |         |         |
| St. Louis Cardinals | 1980   | 1980  | 73                | 38                | 35                | —                 | —       | —       | —       |         |
| St. Louis Cardinals | 1981   | 1990  | 1477              | 784               | 693               | 37                | 21      | 16      |         |         |
| Total               | Total  | Total | 2406              | 1281              | 1125              | 51                | 26      | 25      |         |         |
| Ref.:               |        |       |                   |                   |                   |                   |         |         |         |         |

### Gerente General
Herzog fue gerente general de los Cardinals de 1980 a 1982, luego pasó a ocupar el mismo puesto en los California Angels de 1993 a 1994. En ese periodo, los Angels tuvieron un récord de 118–159, no clasificaron a los playoffs en 1993 y la temporada de 1994 fue cancelada por la huelga de jugadores.
Herzog mostró interés en ser presidente de la National League cuando el puesto fue creado en 1986. El puesto sería tomado por el presidente de Yale University, A. Bartlett Giamatti, quien más tarde se convertiría en comosionado de béisbol en 1989.
Herzog y el mánager Jim Leyland fueron candidatos para el puesto en los Boston Red Sox en 1996, pero como ambos rechazaron el puesto, terminaron contratando a Jimy Williams.
Herzog sería seleccionado por el comité de veteranos del Salón de la Fama el 7 de diciembre de 2009 recibiendo 14 de 16 votos. Los Cardinals retiraron el número 24, el cual tuvo en el equipo en su periodo como mánager. Rick Ankiel fue el último Cardinal en utilizar el 24.

## Vida personal
Herzog se casó con su amor de secundaria Mary Lou Sinn en 1953. Tuvieron tres hijos.
Herzog se mudó a St. Louis, Missouri. Su hermano menor, Codell ("Butz") murió el 20 de febrero de 2010 a los 76 años. Fue el primer bateador en el equipo de Whitey en su primera temporada con los Cardinals en 1980. Su nieto John Urick fue primera base y outfielder en ligas menores de 2003 hasta 2010 y fue dirigido por eventuales mánagers de los Cardinals como Garry Templeton y Hal Lanier.
En enero de 2014 los Cardinals anunciaron a Herzog junto a 22 exjugadores para ser miembros del St. Louis Cardinals Hall of Fame Museum en su clase inaugural en 2014.
Herzog murió en St. Louis el 15 de abril de 2024 a los 92 años.